# Бели Карпати
Белите Карпати (на словашки: Biele Karpaty, на чешки: Bílé Karpaty), е ниска планина простираща се от югозапад на североизток на протежение около 75 km по границата между Словакия и Чехия, съставна част на Западните Карпати. Ширината им е 20 – 30 km. На юг ниска седловина (около 400 m н.в.) ги отделя от планината Малки Карпати (крайно югозападно разклонение на Западните Карпати), а на североизток, седловина висока около 530 m – от планината Яворники (също съставна част на Западните Карпати). 
На югоизток, на словашка територия, с къси и стръмни склонове се спуска към долината на река Вах (ляв приток на Дунав), а на запад и северозапад, на чешка територия, с дълги и полегати склонове – към долината на река Морава (ляв приток на Дунав). Тук северозападно от нея е разположена малката и ниска Визовицка планина (връх Клащьов 753 m). Максималната височина на Белите Карпати е връх Велика Яворжина 970 m, издигащ се в южната ѝ част. Изградена е предимно от пясъчници и шисти. Билото ѝ предимно заравнено, с често срещащи се стърчащи над него остатъчни скалисти върхове. На юг и югоизток текат къси и бурни десни притоци на Вах – Лудваг и др., а на запад и югозапад – левите притоци на Морава – Хвойница, Миява и др. Големи участъци от планината са покрити с дъбови, букови гори и пасища.